# Dicymbe neblinensis
Dicymbe neblinensis är en ärtväxtart som beskrevs av John Macqueen Cowan. Dicymbe neblinensis ingår i släktet Dicymbe och familjen ärtväxter. Inga underarter finns listade i Catalogue of Life.